# Nyiredi Piroska
Nyiredi Piroska (Kolozsvár, 1925. március 18. – Szatmárnémeti, 1997. február 8.) színésznő. Férje, Ács Alajos színművész volt.

## Életpályája
Érettségi után Csóka József magántanítványaként sajátította el az alapismereteket. 1948–1949 között a Kolozsvári Állami Magyar Színház, 1949–1953 között a Nagyváradi Állami Magyar, majd a nagybányai (1953–1956) és a Szatmárnémeti Északi Színház tagja (1956-) volt.
Eleinte különböző lírai szerepekben ért el sikereket, majd egyre markánsabb jellemeket alakított.

## Színházi szerepei
A Színházi Adattárban regisztrált bemutatóinak száma: 82.
| - Demetrius: Mai emberek – Márta - Szigligeti Ede: Liliomfi – Mariska - Sebastian: Névtelen csillag – Névtelen - Arbuzov: Tánya – Gondnoknő - Victor Hugo: Ruy Blass – Cassilda - Afinogenov: Kisunokám – Nyina Alexandrovna - Naum: A főnök előléptetése – Pupi Birca - Arbuzov: Városszéli házikó – Lena Gavrilovna - Barta Lajos: Szerelem – Lujza - Lope de Vega: Dacból terem a szerelem – Juana de Nevada - Karinthy-Majoros: A nagy ékszerész – Menyasszony - Móricz Zsigmond: Nem élhetek muzsikaszó nélkül – Pólika - Földes Mária: Hétköznapok – Varga Teréz - Mirodan: Újságírók – Marcela - Sebastian: Vakációsdi – Corina - Niccodemi: Tacskó – Felesége - Aurel Baranga: Kerge birka – Maria Pricop - Vörösmarty Mihály: Csongor és Tünde – Ledér - Gábor Andor: Dollárpapa – Gizi - Rozov: Szállnak a darvak – Irina - Kállay István: Kötéltánc – Vera - Voitin: Emberek, akik hallgatnak – Flóra - Arbuzov: Irkutszki történet – Larissza - Baranga: Szicíliai védelem – Muki - Carlo Goldoni: A Chioggiai csetepaté – Libera - Cosasu: Kissé romantikus – Maria Cernea - Szimonov: A negyedik – Az asszony - Sarkadi Imre: Elveszett paradicsom – Éva - Sebastian: Lapzárta előtt – Werner Bucsan titkárnője - De Filippo: De Pretore Vincenzo – Mária - Földes Mária: Baleset az utcában – Monika - Gorkij: Kispolgárok – Tatjana; Egy asszony - Everac: A láthatatlan staféta – Elena Tatu - Brecht: Koldusopera – Kocsma Jeny; Molly - Machiavelli: Mandragóra – Rosita - Caragiale: Elveszett levél – Zoe Trahanache - Everac: Véletlen találkozások – Teaodora Vlăsceanu - Hristea: Semmi sem vész el kedvesem – Maria - Csehov: Sirály – Arkagyina Irina Nyikolajevna - Frisch: Don Juan, avagy a geometria szeretete – Celestina - Móricz Zsigmond: Úri muri – II. summáslány | - Méhes György: 33 névtelen levél – Borika - Shaw: Az ördög cimborája – William felesége - Stefanescu Delavrancea: Fergeteg – Oana - Kövesdi Nagy Lajos: Isten véled, édes Piroskám – Izabella - Baranga: Jámbor lelkű Szent Flórián – Adela Cosimbescu - Lovinescu: Megkésett tavasz – Amelia Puşcaşu - Rozov: Véndiákok – Lida Bjelova - Jókai-Révész: Az aranyember – Teréza - Everac: Albérleti szoba – Sonia - Kányádi Sándor: Ünnepek háza – Anyu - Ibsen: Nóra – Lindéné - Kocsis István: Megszámlálhatatlan fák – Komárkné tanítónő - Schönthan: A azabin nők elrablása – Borbála - Kruczkowski: A kormányzó halála – Anna Maria - Iacoban: Találkozó a motelben – Puică - Karácsony Benő: Rút kiskacsa – Klotild - Tarchila: A csók – Nicolle - Móricz Zsigmond: Légy jó mindhalálig – Doroghyné - Moliere: Tartuffe – Pernelle asszony - Popescu: Andilandi – Mária - De Herz: Jó reggelt szerelem – Eremiade kisasszony - Kocsis István: Árva Bethlen Kata – Bethlen Kata - Soltész József: Hat szem a kulcslyukon – Edit - Kiritescu: Szarkafészek – Zoia - Miller: Bűnbeesés után – Anya - Méhes György: Mi férfiak – Anna - Munteanu: Gázolás – Amalia - Raffai Sarolta: Vasderes – Katalin - Csehov: Három nővér – Anfissza - Gyárfás Miklós: Egérút – Orbók Istvánné - Majakovszkij: Gőzfürdő – Kérvényezők; Utasok - Köntös-Szabó Zoltán: Lakon háza – Özv. Lakonné - Dohotaru: Vizsgálat egy fiatalember ügyében – Anya - Gárdonyi Géza: Ida regénye – Julcsa néni - Benedek Elek: Többsincs királyfi – Királyné - Cocea: A család – Dorina Sătmaru - Lovinescu: Rombadőlt fellegvár – Nagyanya - Örkény István: Macskajáték – Giza |